# Roberto II de Artésia

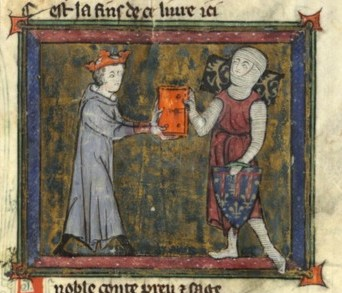
Roberto II de Artésia

Roberto II de Artésia (1250] – 11 de julho de 1302) foi o filho póstumo de Roberto, conde d'Artésia e de Matilde de Brabante. Chamado o Bom, o Nobre, está sepultado na abadia de Maubuisson.
Roberto tornou-se Conde de Artésia em 1250 e foi armado cavaleiro por seu tio, o rei Luís IX de França em 1267.. Teve grande influência na corte de seu primo, Filipe III, o Ousado, e serviu seu tio Carlos de Anjou, rei da Sicilia. Após a morte deste, foi nomeado regente do Reino de Nápoles em 1285, uma vez que Carlos II era priosneiro dos aragoneses.
Em 1289 voltou para a França e tornou-se num dos principais chefes militares de Filipe IV, o Belo. Foi o responsável do desastre de Courtai e pereceu durante essa batalha.

## Casamento e descendência
Casou em Paris 1259 com Amícia de Courtenay (1250  1275), senhora ou dame de Conches, Mehun, Selles, Châteaurenard et Charny, filha de Pedro de Courtenay e de Jeanne-Pernelle de Joigny; tiveram três filhos.
Casou em 1277 com Agnès de Bourbon (1237–1288), herdeira de Bourbon, filha de Archambaut IX de Dampierre, senhor de Bourbon.
Casou ainda em 1298 com Margarida de Hainaut (morta em 1342 e sepultada em Valenciennes) filha de Jean d’Avesnes, Conde de Hainaut e da Holanda.
- Roberto (1271-cedo morto)
- Filipe de Artésia (1269-1298 fatalmente ferido perto de Furnes) Conde de Artésia, sire  ou senhor de Conches, etc. Casou em 1281 com Branca da Bretanha (1270-1327), senhora ou dame de Brie-Comte-Robert, filha de João II, duque da Bretanha, e de Beatriz da Inglaterra. Tiveram cinco filhos.
  - Margarida de Artésia (1285-1311). Herdeira de Brie-Comte Robert, casou em 1300 com Luís de França (1276-1319), Conde de Evreux, filho de Filipe III e Maria do Brabante.
  - Joana de Artésia (1289-1347). Casada em 1301 com Gastão I, conde de Foix, de Bigorre e do Béarn.
  - Isabe de Artésia (1288-1344) freira em Poissy.
  - Maria de Artésia (1291-1365). Casada em 1309 com João I de Namur ou de Flandres, morto em 1331, conde ou marquês de Namur.
  - Roberto III de Artésia (1287-16 de agosto de 1343 em Londres) senhor de Conches, Conde de Artésia em 1302, a quem a tia Matilde tirou o condado em 1309 e 1318, Conde de Beaumont-le-Roger, conde de Richmond.
- Matilde de Artésia, ou Mahaut (1268-1329 Paris). Condessa de Artésia de 1302 a 1329. Casou em 1291 com Oto IV (?-1302) de Châlon, Conde palatino da Borgonha, sendo pais de Joana II, condessa de Artésia que casará com o rei Filipe V.